# Limbacher Gábor
Limbacher Gábor (Budapest, 1958. augusztus 16. –) néprajzkutató, muzeológus, gépészmérnök, szociológus.

## Élete
A Budapesti Műszaki Egyetemen gépészmérnöknek tanult. A harmadik évtől miniszteri engedéllyel az ELTE bölcsészkarára is beiratkozott, ahol szociológus- és néprajzos diplomát szerzett. Angol nyelvvizsgát 1996-ban tett. Folklorisztikából egyetemi doktori címet, majd a Debreceni Egyetemen a néprajz és kulturális antropológia területén szerzett PhD fokozatot.
1986-tól a balassagyarmati Palóc Múzeum etnográfusa, majd 1992-től az intézmény főmuzeológusa lett. Ezek után a Nógrád megyei múzeumok és a Palóc Múzeum igazgatója. 2003 után szabadúszó néprajzkutató. 2009. július 1-től 2013-ig a Veszprémi Megyei Múzeum igazgatója, majd a Veszprém Megyei Múzeumi Igazgatóság főigazgatója. 2015-ben a szécsényi Kubinyi Ferenc Múzeum igazgatójává nevezték ki.
Balatonakaliban, a család népi műemlék portáján létrehozta a térség muzeális gyűjteményét és állandó kiállítását. Felesége Lengyel Ágnes néprajzkutató, főmuzeológus, múzeumigazgató.

## Elismerései
- 2012 Balassagyarmat Kultúrájáért díj
- 2015 Nógrád Megye Madách Imre Díja
- 2018 Magyar Arany Érdemkereszt
- 2020 Szontágh Pál-díj[2]

## Művei
- 1997 Népi vallásosság a Palócföldön. (tsz. Lengyel Ágnes)
- 2002 Hazaszeretet, magyarságtudat a népéletben
- 2003 Kereszténység és államiság Nógrád megye ezeréves történetében.
- 2005 "Kegyelmekkel tündöklő boldog Anya" - Szent Anna tisztelete és a Palóc Búcsú. Balassagyarmat.
- 2009 Balatonakali Tájmúzeum látnivalói: Tárgyi és szellemi kultúra a Balaton északi térségében I. (tsz. Lengyel Ágnes)
- 2019 Keresztelő Szent János nagysága, kultusza és aktualitása. In: Tánczos, Vilmos - Peti, Lehel (szerk.): Mágia, ima, misztika - Tanulmányok a népi vallásosságról. Kolozsvár.